# Ceratina fuliginosa
Ceratina fuliginosa är en biart som beskrevs av Cockerell 1916. Den ingår i släktet märgbin och familjen långtungebin. Inga underarter finns listade i Catalogue of Life.

## Beskrivning
Med en längd på omkring 9 mm är arten förhållandevis stor för att vara ett märgbi. Grundfärgen är mattsvart, utan metallglans, men arten har omfattande gula markeringar. Käkarna har stora, gula fläckar, överläppen är övervägande gul, mittknäna har gula fläckar och tergiterna 1 till 5 (1 till 6 hos hanen) har gula tvärränder som ger arten ett getingliknande utseende. Det främre vingparet har ett iögonfallande, gråbrunt fält.

## Utbredning
Utbredningsområdet omfattar Borneo, den filippinska ön Palawan, de indonesista öarna Java och Sumatra, södra Thailand och Vietnam.

## Ekologi
Ceratina fuliginosa förefaller leva både i urskog och kulturskog. Som alla märgbin bygger arten sina larvbon i märgen på olika växter.